# 大口 (横浜市)
大口（おおぐち）は、神奈川県横浜市の地名。神奈川区の大口駅周辺を示す通称である。横浜三大商店街のひとつである大口通商店街がある。

## 概要
周辺の町名として大口通、大口仲町、西大口、松見町、西寺尾、神之木台、入江、七島町がある。